# Карагезьян, Карен Карович
Карен Карович Карагезьян (6 октября 1935, Москва — 25 февраля 2025, Москва) — советский и российский журналист, переводчик, писатель. Заместитель руководителя отдела международных связей и контактов с прессой Горбачёв-Фонда. В разные годы исполнял обязанности пресс-секретаря, советника и помощника М. С. Горбачёва. Член Союза журналистов СССР.

## Биография
Родился 6 октября 1935 года в Москве. После окончания средней школы № 557, в 1953 году поступил на переводческий факультет 1-го Московского государственного педагогического института иностранных языков. Окончил институт в 1958 году, получив специальности преподаватель и переводчик немецкого языка.
Четыре года преподавал в том же институте, затем два года работал профессиональным переводчиком в Институте общественных наук в Москве.
В 1959—1960 годах учился по обмену в Гейдельбергском университете на отделении германистики.
В 1964 году занялся журналистской работой, был редактором, обозревателем, заведующим отделом стран Европы, членом редколлегии еженедельника «За рубежом».
В 1977 году перешёл на работу в политический еженедельник «Новое время», был направлен корреспондентом в Бонн, где проработал до 1982 года. В 1982 году вернулся в Москву, где продолжил работу обозревателем журнала «Новое время».
В 1983 году был приглашён на работу в новообразованный отдел международной информации ЦК КПСС, вошедший в состав Идеологического отдела. Позже стал заведующим сектором Идеологического отдела ЦК КПСС.
В начале 1991 года был принят на работу в Пресс-службу Президента СССР в Кремле. Проработал там до конца 1991 года.
С февраля 1992 года работал в Службе международных связей и контактов с прессой Международного общественного фонда социально-экономических и политологических исследований (Горбачёв-Фонд). Занимался контактами Фонда с немецкими партнёрами, сопровождал Президента Фонда в его поездках в Германию.
Советник председателя координационного комитета форума гражданских обществ России и Германии «Петербургский диалог».
В 2006 году участвовал в круглом столе «Распад Советского Союза: причины и следствия» в рамках «Горбачёвских чтений».
Автор нескольких книг и многочисленных публикаций в российских и зарубежных СМИ. В 2016 году вместе с В. А. Поляковым выпустил книгу «Горбачёв в жизни».
В октябре 2019 года стал приглашённым гостем-экспертом в съёмках документального фильма «Звезда Раисы», посвящённой Раисе Горбачёвой.
Умер 25 февраля 2025 года в Москве в возрасте 89 лет.